# Ifuru
Ifuru är en ö i Maldiverna.  Den ligger i den norra delen av landet, 180 km norr om huvudstaden Malé. Geografiskt är den en del av Norra Maalhosmadulu atoll och tillhör administrativt Raa atoll. Ön ligger 4 kilometer om Ungoofaaru och har en liten flygplats för inrikesflyg, Ifuru Island Airport. Ön har ingen fastboende befolkning och räknas därför som en obebodd ö.